# Ruprecht Essberger
Ruprecht Essberger (* 8. März 1923 in Berlin; † 8. August 2005 in Starnberg) war ein deutscher Regisseur und Fernsehautor.
Essberger stammt aus einer bekannten Hamburger Reederfamilie. Er besuchte die Oberrealschule für Jungen in Hamburg-Eppendorf und ging 1941 mit einem Notabitur als Freiwilliger zur Kriegsmarine.
Nach dem Krieg studierte er Literatur und Kunstgeschichte in Göttingen und Hamburg. Im Jahre 1953 begann er mit Regiearbeiten für den damaligen Nordwestdeutschen Rundfunk (NWDR). Seit dem Jahre 1954 entstanden unter seiner Mitwirkung u. a. auch rund 100 Folgen der Fernsehserie Familie Schölermann. Die Sendung Das Fernsehgericht tagt lief von 1961 bis 1978 in der ARD. Weitere Sendereihen waren Ehen vor Gericht sowie Verkehrsgericht.
Zu seinem Tode würdigte der amtierende NDR-Fernseh-Programmdirektor Volker Herres Essberger wie folgt: „Ruprecht Essberger zählt zu den wichtigen Vertretern der Pioniergeneration des deutschen Fernsehens. ‚Das Fernsehgericht tagt’ war gelungene Unterhaltung, verbunden mit der gekonnten Vermittlung aktueller Gerichtsentscheidungen oder neuer Gesetze. Mit einem Konzept, das Maßstäbe setzte, war Essberger beim Publikum überaus erfolgreich.“

## Auszeichnungen
- 1955 – Goldener Bildschirm
- 1973 – Goldene Kamera
- 1989 – Bundesverdienstkreuz am Bande